# Dieter Danzberg
Dieter „Pitter“ Danzberg (* 12. November 1940 in Duisburg; † 28. Dezember 2019) war ein deutscher Fußballspieler. 1964 wurde er mit dem Meidericher SV deutscher Vizemeister und 1966 mit dem FC Bayern München – ohne Einsatz – DFB-Pokalsieger.

## Karriere
Dieter Danzberg durchlief die gesamten Jahrgangsstufen in der Jugendabteilung des Meidericher SV. 1959 gewann er mit der A-Jugend die Westdeutsche Meisterschaft und erhielt für die Spielzeit 1959/60 einen Vertrag für die Oberliga West. Weitere Mitspieler seines Jugendjahrgangs, die anschließend auch in der Oberliga West bzw. später in der Bundesliga zum Einsatz kamen, waren unter anderem Werner Lotz, Hartmut Heidemann, Werner Krämer und Heinz Versteeg. Unter Trainer Willi Multhaup schaffte die junge Meidericher Mannschaft 1963 unerwartet die Qualifikation für die reformierte höchste Spielklasse und „Pitter“ Danzberg, wie er von allen nur genannt wurde, hatte mit seinen Toren im Saisonendspurt wesentlichen Anteil daran. Am drittletzten Spieltag erzielte er beim 3:2-Sieg gegen Viktoria Köln die beiden letzten siegbringenden Tore und nur eine Woche später vor 15.000 Zuschauern im Stadtderby gegen Hamborn 07 den entscheidenden Treffer zum 2:1-Sieg in der 90. Minute.
Auch in der neu geschaffenen höchsten Spielklasse gehörte Danzberg zum Profi-Kader des Meidericher SV, wobei er am 21. September 1963 (5. Spieltag) beim 1:1-Unentschieden im Auswärtsspiel gegen Werder Bremen erstmals für den MSV in dieser Liga zum Einsatz kam. Mit nur sieben Einsätzen wurde Dieter Danzberg mit den Meiderichern 1963/64 Zweiter der Meisterschaft. In der darauf folgenden Saison kam er auch nur zu acht Einsätzen, erzielte allerdings am 20. März 1965 (24. Spieltag) beim 2:2-Unentschieden im Heimspiel gegen Hertha BSC mittels Kopfstoß das zwischenzeitliche 1:1 in der 20. Minute.
In der Saison 1965/66 – spielberechtigt für den Aufsteiger FC Bayern München – kam Danzberg nur zweimal zum Einsatz; kurioserweise am ersten und letzten Spieltag der Saison. Im Stadt-Derby gegen den TSV 1860 München erhielt er in der 86. Minute nach einem rüden Foul an Timo Konietzka die Rote Karte – der erste Platzverweis eines Bayern-Spielers in der Bundesligageschichte. Dem Platzverweis folgten acht Wochen Sperre und seine Stopperposition im Team verlor er an einen jungen Nachwuchsspieler – Franz Beckenbauer. Zugleich setzten ihm Probleme mit dem Fußgelenk zu; es wurde mehrfach operiert. Die Zeit als Spieler in der Bundesliga endete für Dieter Danzberg dort, wo sie begonnen hatte und mit demselben Ergebnis: Am 28. Mai 1966 (34. Spieltag) kam er mit dem FC Bayern München im Auswärtsspiel gegen Werder Bremen nicht über ein 1:1 hinaus. Allerdings durfte er 1966 – obwohl im Pokalwettbewerb nicht eingesetzt – mit den Bayern den Gewinn des DFB-Pokals feiern.
Zur Saison 1966/67 wechselte er in die Regionalliga West zu Rot-Weiß Oberhausen, erzielte vier Tore in 25 Spielen seiner ersten Saison und stieg am Ende der Saison 1968/69 mit Oberhausen in die Bundesliga auf. 1969/70 bestritt er sechs Punktspiele für den Freiburger FC in der Regionalliga Süd. 1970/71 ließ er seine Karriere nach zwei Spielen bei Eintracht Gelsenkirchen, dem Aufsteiger in die Regionalliga West, ausklingen.

## Sonstiges
Seit 2009 litt Danzberg an der Alzheimer-Krankheit. Aus diesem Grund zog er 2012 in das Altenzentrum „Maria Lindenhof“ in Dorsten, in dem auch seine an Demenz erkrankte Ehefrau wohnte.